# Carí

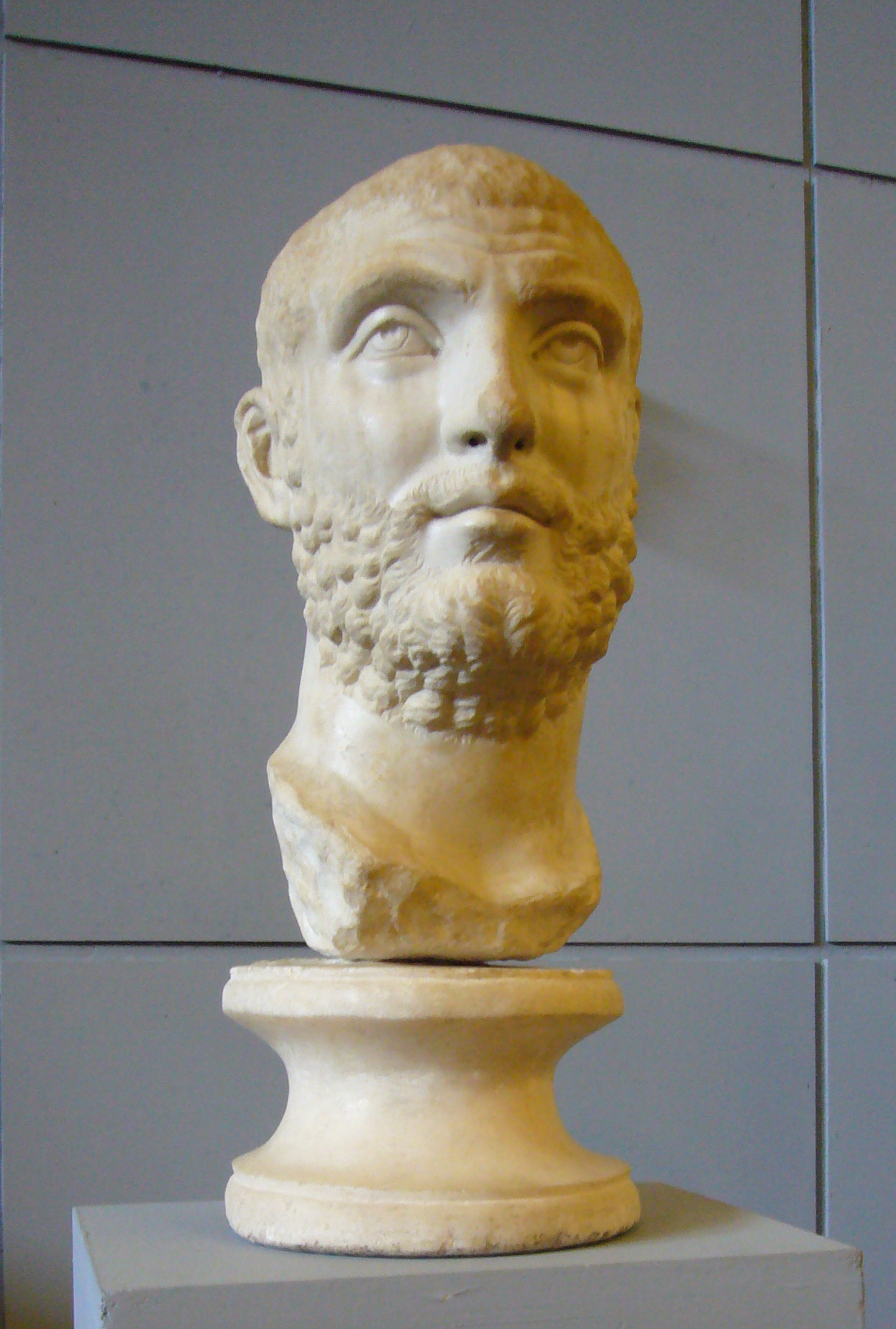
Escultura de Carí, trobada a les excavacions de laPiazza Vittorio a Roma. El cap, de dimensions superiors a les naturals, anava inserit en una estàtua de cos sencer guarnida amb una armadura; probablement en caure en desgràcia després de la seva mort van treure el cap perquè fos substituït pel d'un altre personatge.

Marc Aureli Carí (en llatí: Marcus Aurelius Carinus) fou emperador romà, fill gran de Marc Aureli Car, que va compartir el tron amb el seu germà Numerià fins que aquest va morir d'una malaltia. Va ser el darrer dels emperadors de curta durada que van protagonitzar la crisi de govern del segle iii.

## Ascens al poder
Carí era el fill primogènit de Marc Aureli Car; tenia un germà menor, Numerià, i una germana, Paulina. Quan el pare fou proclamat emperador el 282, Carí era ja un adult i tenia una esposa anomenada Magnia Urbica, i potser un fill dit Nigrinià. De seguida fou associat al poder, rebent el rang de cèsar i el títol de princeps iuventutis. Quan el pare va tornar victoriós d'una campanya contra els quades i els marcomans, a començaments del seu regnat, va voler compartir amb el seu fill Carí el títol de Germanicus maximus.
Un temps després va emprendre la guerra amb Pèrsia i, mentrestant, li va confiar la màxima autoritat sobre les províncies occidentals donant-li el títol d'august i passant el títol de cèsar al seu altre fill Numerià, el qual el va acompanyar en la campanya.

## Successió del pare
L'estiu del 283, el pare va morir en territori persa, llavors Carí es va convertir en l'home en el qual l'exèrcit va focalitzar la seva lleialtat, tot i que Carí acceptava que també el seu germà Numerià seria emperador. En aquell moment es trobava a Germània continuant el combat contra els quades i va marxar cap a Roma esperant allà l'arribada de Numerià. Va assolir la porpra imperial i després de passar l'hivern a Roma, aquarterat en espera del retorn de la temporada de guerra, va marxar cap a Britànnia. Al seu retorn va ser nomenat Britannicus Maximus. Poc després va arribar la notícia que Numerià havia mort de malaltia. Carí va haver de fer front a un usurpador anomenat Julià.

## Mort de Carí
A orient, mort Numerià, els generals es van reunir i van escollir Dioclecià com a emperador. Carí no va acceptar aquesta usurpació i va reunir un exèrcit a la Gàl·lia per combatre'l. Els dos exèrcits es van trobar a Mèsia i després de diversos xocs es va lliurar la batalla decisiva a prop del riu Morava (Màrgum), en la qual Carí va ser el guanyador però va morir al final de la batalla a mans d'un oficial anomenat Arri Àper (maig del 285). Segons una altra versió la batalla no va anar a favor de Carí sinó de Dioclecià, després de la qual va agafar al seu servei a Titus Claudi Aureli Aristòbul, el guàrdia pretorià que havia estat al servei de Carí però l'havia abandonat. Quan les tropes es van aplegar a la rodalia de Nicomèdia per jurar fidelitat a Dioclecià, aquest a la vista de tots, va travessar amb l'espasa a Àper.
Fou considerat un emperador valent i hàbil militar però despòtic i cruel i que no es va ocupar dels afers de l'Estat. Es va casar nou vegades i va repudiar a totes les seves dones. Al seu palau tenia un gran nombre de cantants, ballarins, còmics i altres. De cara al poble va fer uns magnífics jocs en honor del seu germà i a si mateix.